# Ацикловир
Ациклови́р (англ. Aciclovir) — противовирусный препарат, особенно эффективный в отношении вирусов простого герпеса, опоясывающего герпеса (лишая) и ветряной оспы. Ацикловир является аналогом гуанозина, нормального компонента ДНК.
Другие применения включают профилактику цитомегаловирусных инфекций после трансплантации и тяжелых осложнений инфекции вирусом Эпштейна-Барр. Его можно принимать внутрь, применять в виде крема или вводить инъекции.
Потенциально серьёзные побочные эффекты включают проблемы с почками и низкий уровень тромбоцитов в связи с содержанием природной серы. Более тщательный уход показан за людьми с плохой функцией печени или почек. Как правило, приём ацикловира считается безопасным во время беременности, при этом никакого вреда не наблюдается. Лекарство обычно совместимо с грудным вскармливанием. Даже при самых высоких дозах для матери дозировка ацикловира в молоке составляет лишь около 1 % от типичной детской дозы, что в свою очередь исключает возникновение каких-либо побочных эффектов у младенцев, находящихся на грудном вскармливании.
Ацикловир был запатентован в 1974 году и одобрен для медицинского применения в США в 1981 году.
Ацикловир разработан американским фармакологом Гертрудой Элайон — в 1988 году она стала лауреатом Нобелевской премии по физиологии и медицине за разработку принципов создания препаратов, ориентированных на «молекулярные мишени», к которым относится и ацикловир.
Ацикловир входит в Примерный перечень ВОЗ основных лекарственных средств (англ. WHO Model List of Essential Medicines) и в список жизненно необходимых и важнейших лекарственных препаратов Минздрава РФ.
Ацикловир доступен как непатентованный препарат и продается под многими торговыми марками по всему миру.
В 2017 году Ацикловир занимал 166-е место среди наиболее часто назначаемых лекарств в Соединенных Штатах; в этом году было выписано более трех миллионов рецептов.
Лекарственные формы: таблетки, мазь, крем.

## История
Ацикловир был разработан американским фармакологом Гертрудой Элайон и запатентован в 1974 году.
Ацикловир рассматривался как начало новой эры в противовирусной терапии, поскольку он чрезвычайно избирателен и обладает низкой цитотоксичностью. С момента открытия в середине 1970-х годов он применялся как эффективное лекарство для лечения инфекций, вызываемых большинством известных видов вирусов герпеса, включая вирусы простого герпеса и ветряной оспы. Нуклеозиды, выделенные из карибской губки Cryptotethya crypta, были основой для синтеза ацикловира. Он был открыт Говардом Шеффером после его работы с Робертом Винсом, С. Биттнером и С. Гурварой над аналогом аденозина ациклоаденозином, который показал многообещающую противовирусную активность. Позже Шеффер присоединился к Burroughs Wellcome и продолжил разработку ацикловира с фармакологом Гертрудой Б. Элайон. Патент США на ацикловир, в котором Шеффер указан в качестве изобретателя, был выдан в 1979 году. Позже Винс изобрел абакавир, препарат nRTI для пациентов с ВИЧ. В 1988 году Элайон была удостоена Нобелевской премии по физиологии и медицине за открытие «важных новых принципов лечения наркозависимости», а также частично за разработку ацикловира.
Родственная форма пролекарства валацикловир стала применяться в медицине в 1995 году. После абсорбции в организме он превращается в ацикловир.
В 2009 году ацикловир в сочетании с кремом с гидрокортизоном, продаваемый как Xerese, был одобрен в Соединенных Штатах для раннего лечения рецидивирующего лабиального герпеса (герпеса) для снижения вероятности язвенного герпеса и сокращения времени заживления поражений у взрослых и детей (от шести лет и старше).

## Применение

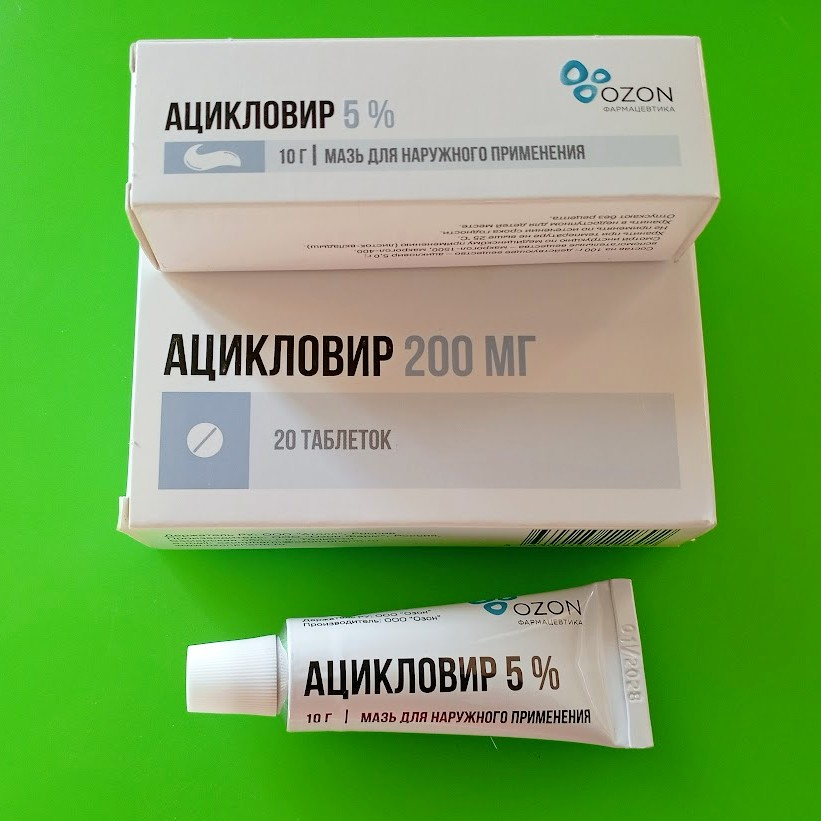
Ацикловир (таблетки и мазь)

Ацикловир используется для лечения инфекций, вызванных вирусом простого герпеса (HSV) и вирусом ветряной оспы, в том числе:
- Генитальный простой герпес (лечение и профилактика)
- Неонатальный простой герпес
- Простой лабиальный герпес (герпес)
- Опоясывающий лишай
- Острая ветряная оспа у пациентов с ослабленным иммунитетом
- Герпетический энцефалит
- Острые кожно-слизистые инфекции HSV у пациентов с ослабленным иммунитетом
- Герпетический кератит и блефарит простого герпеса (хроническая (длительная) форма герпетической инфекции глаз)
- Профилактика вирусов герпеса у людей с ослабленным иммунитетом (например, у людей, проходящих курс химиотерапии рака)[28].

## Фармакологические свойства

### Фармакодинамика
Благодаря сходству структур ацикловира и гуанина ацикловир фосфорилируется вирусными тимидинкиназами до ацикловирмонофосфата, который, в свою очередь фосфорилируется гуанилаткиназой клетки-хозяина до ацикловирдифосфата и далее фосфоглицераткиназой, фосфоенолпируваткарбоксикиназой и пируваткиназой — до ацикловиртрифосфата. Ацикловиртрифосфат ингибирует вирусную ДНК-полимеразу и конкурирует с дезоксигуанозинтрифосфатом в синтезе вирусной ДНК, при включении в вирусную ДНК ацикловир действует как терминатор, блокируя синтез цепи.
Препарат действует избирательно на синтез вирусной ДНК. На репликацию ДНК клетки-хозяина (клетки человека) ацикловиртрифосфат практически не влияет.

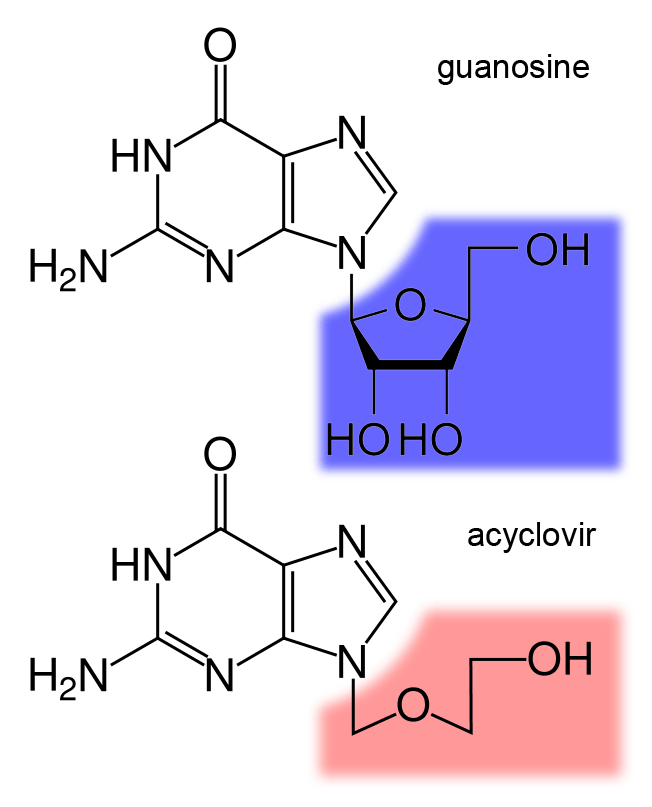
Структурные формулы Ацикловира и Гуанозина

## Фармакокинетика
Всасывается из желудочно-кишечного тракта, биодоступность — 10-20 %. Связывание с белками плазмы — 9-33 %, концентрация в спиномозговой жидкости — около 50 % от концентрации в плазме, проникает через плацентарный и гемато-энцефалический барьеры.
Метаболизируется в печени, основной метаболит — 9-карбоксиметоксиметилгуанин, около 84 % выводится почками в неизменённом виде и 14 % — в виде метаболита.

## Микробиология
Ацикловир активен против большинства видов вируса герпеса. В порядке убывания активности:
- Вирус простого герпеса I типа (HSV-1)
- Вирус простого герпеса II типа (HSV-2)
- Вирус ветряной оспы (VZV)
- Вирус Эпштейна-Барр (EBV)
- Вирус герпеса человека 5 типа (HCMV) — наименьшая активность.

## Показания
Терапия инфекций кожи и слизистых оболочек, вызванных вирусом Herpes simplex типов 1 и 2, как первичных, так и вторичных, включая генитальный герпес. Ацикловир при герпесе предупреждает образование новых элементов сыпи, снижает вероятность кожной диссеминации и висцеральных осложнений, ускоряет образование корок, ослабляет боли в острой фазе опоясывающего герпеса Varicella zoster.

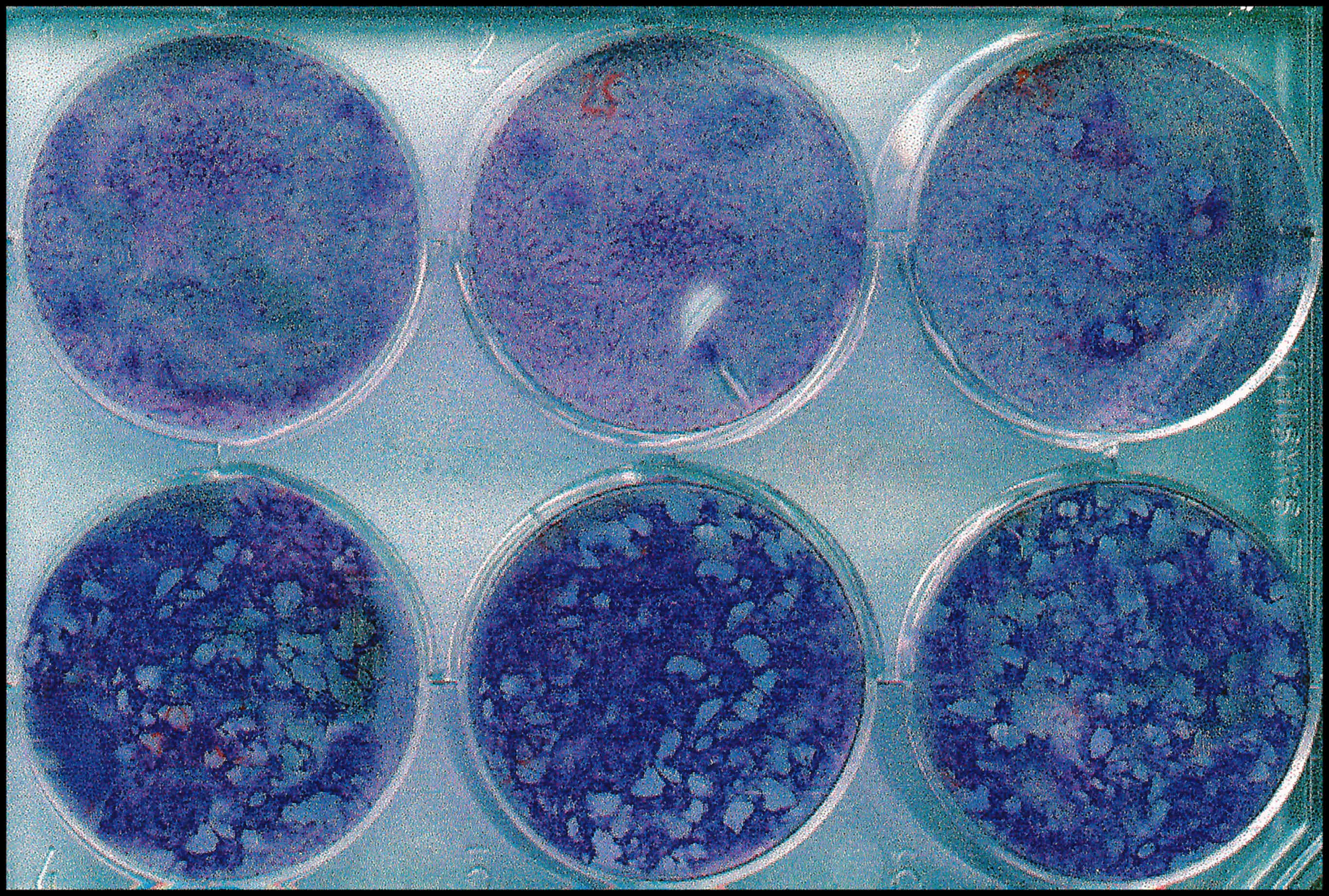
Бляшки, произведённые вирусом ветряной оспы, в монослоях клеток MRC-5. Когда вирус размножался, каждая лунка содержала различные количества противовирусного препарата ацикловир. Подсчитывая бляшки (отверстия, образованные вирусом в слое клеток), рассчитывали активность ацикловира в отношении вируса.

Применяется также для профилактики первичных и рецидивирующих инфекций, вызванных вирусом Herpes simplex типов 1 и 2 у больных как с нормальным, так и с ослабленным иммунным статусом, в том числе и иммунодефицитами при ВИЧ-инфекции.
Препарат оказывает также иммуностимулирующее действие. Применяют ацикловир внутривенно, внутрь и местно (в виде мази или крема).

## Безопасность
Риск проникновения ацикловира в грудное молоко мал, поэтому его приём разрешён в период грудного вскармливания.

## Побочные эффекты
Препарат обычно хорошо переносится.
Со стороны ЖКТ: в единичных случаях — боли в животе, тошнота, рвота, диарея.
В крови: преходящее незначительное повышение активности ферментов печени, редко — небольшое повышение уровней мочевины и креатина, гипербилирубинемия, лейкопения, эритропения.
Со стороны ЦНС: редко — головная боль, слабость; в отдельных случаях тремор, головокружение, повышенная утомляемость, сонливость, галлюцинации.
Аллергические реакции: кожная сыпь.
Прочие: редко — лихорадка.

## Токсикологическая характеристика
Ацикловир в высоких концентрациях может обладать общеотравляющим действием.
ПДК ацикловира в рабочей зоне — 0,2 мг/м³, это вещество отнесено ко второму классу опасности.